# Naturschutzgebiet Tal der Brambecke
Das Naturschutzgebiet Tal der Brambecke befindet sich auf dem Gebiet der Städte Schwelm und Ennepetal im Ennepe-Ruhr-Kreis in Nordrhein-Westfalen. Das Naturschutzgebiet umfasst das gesamte Tal der Brambecke einschließlich der Nebenbäche von der Quelle bis zur Mündung in die Wupper beim Ort Brambecke in der Nähe von Wuppertal-Beyenburg.

## Beschreibung
Das 43,9783 ha große Gebiet, das aus zwei Teilgebieten besteht, ist seit 1999 unter der Kennung EN-025 unter Naturschutz gestellt worden. Begründet wird der Schutz wegen der Seltenheit des langgezogenen Bachtales, besonderen Eigenart und hervorragenden Schönheit aufgrund des Strukturreichtums. Das Gebiet wird vom naturnahen Verlauf der Brambecke und seiner Seitenbäche geprägt. Das Quellgebiet liegt nahe dem Ort Steinbrink südlich von Schwelm. Dort speist die Brambecke einige genutzte Fischteiche. Am Oberlauf wechseln genutzte und verbrachte Grünländer mit Laubwäldern ab. Der Hangbereich im Südosten des Tals war von Fichtenwald geprägt, der dem Sturm Kyrill zum Opfer fiel und nun forstlich umgebaut wird. Im Mittellauf der Brambecke prägte ein ehemaliger Hammerteich das Tal. Die Brambecke wurde hier in den Nebenschluss verlegt. Der Teich weist mittlerweile große Röhrichtbestände auf. Unterhalb des Hammerteiches durchfließt die Brambecke Feuchtwiesen mit Hochstaudenfluren. Nahe der Wupper bei dem Ort Brambecke unterquert der Bach die L 527 und fließt durch genutztes Grünland der Wupper zu.
Das Naturschutzgebiet hat große Bedeutung durch seine vielfältigen Biotopstrukturen, die der Vernetzung im Biotopverbund und vielen seltenen Arten als Habitat dienen. Schutzziel ist die Erhaltung von Lebensgemeinschaften und Lebensstätten wildlebender, zum Teil gefährdeter Pflanzen- und Tierarten. Von den vielen Pflanzenarten, die im Gebiet vorkommen, seien nur einige hervorgehoben: Wiesen- bzw. Schlangen-Knöterich (Bistorta officinalis), Echtes Mädesüß (Filipendula ulmaria), Sumpf-Schwertlilie (Iris pseudacorus) und Pestwurz (Petasites hybridus). Leider breitet sich im Ober und Unterlauf der Neophyt Herkulesstaude (Heracleum mantegazzianum) aus, der zurückgedrängt werden sollte. An besonders schützenswerten Tierarten seinen hervorgehoben: Blauflügel-Prachtlibelle (Calopteryx virgo), Glänzende Smaragdlibelle (Somatochlora metallica), Geburtshelferkröte (Alytes obstetricans) und Grasfrosch (Rana temporaria).

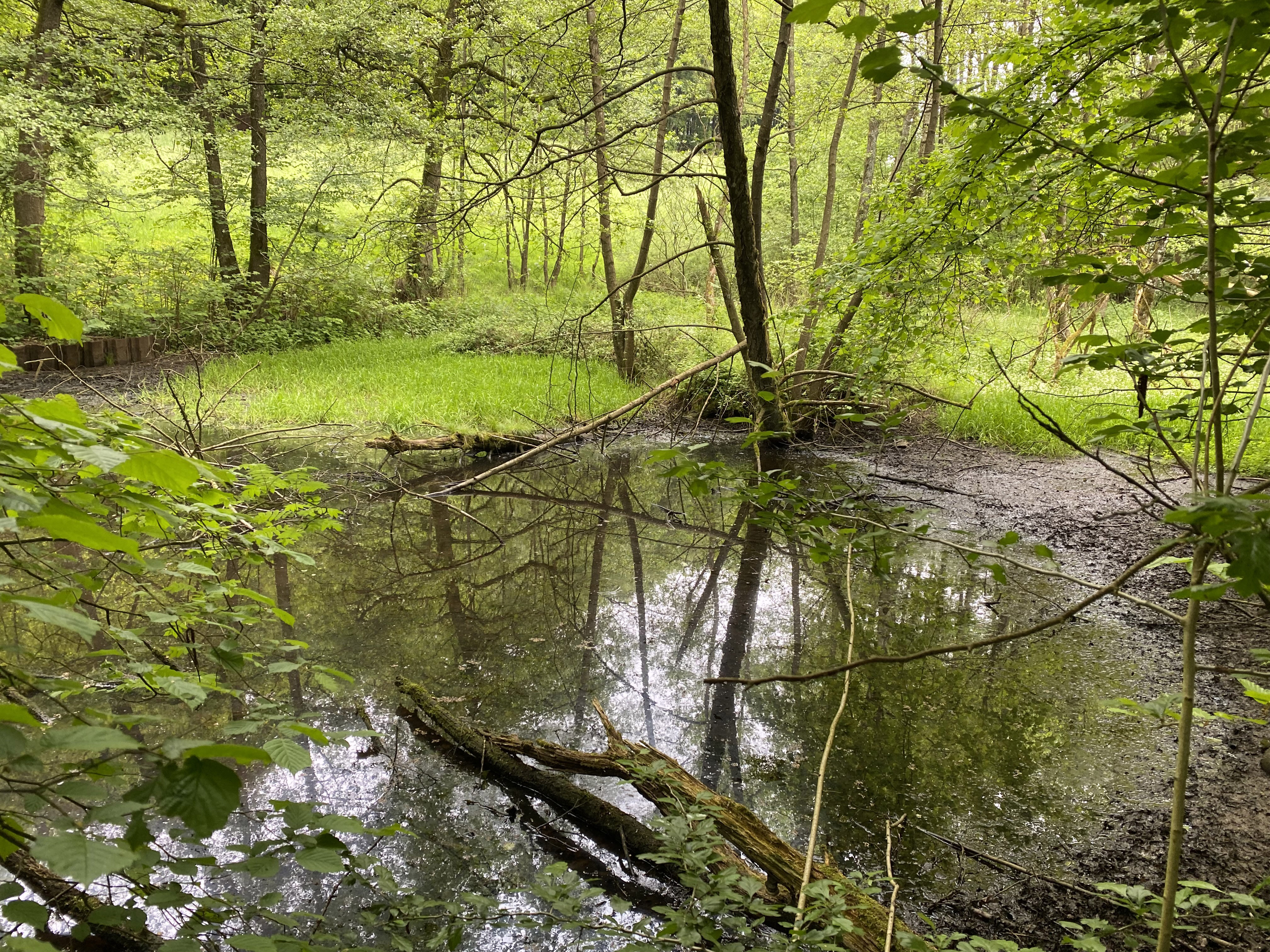
Teich bei Steinbrink am Oberlauf
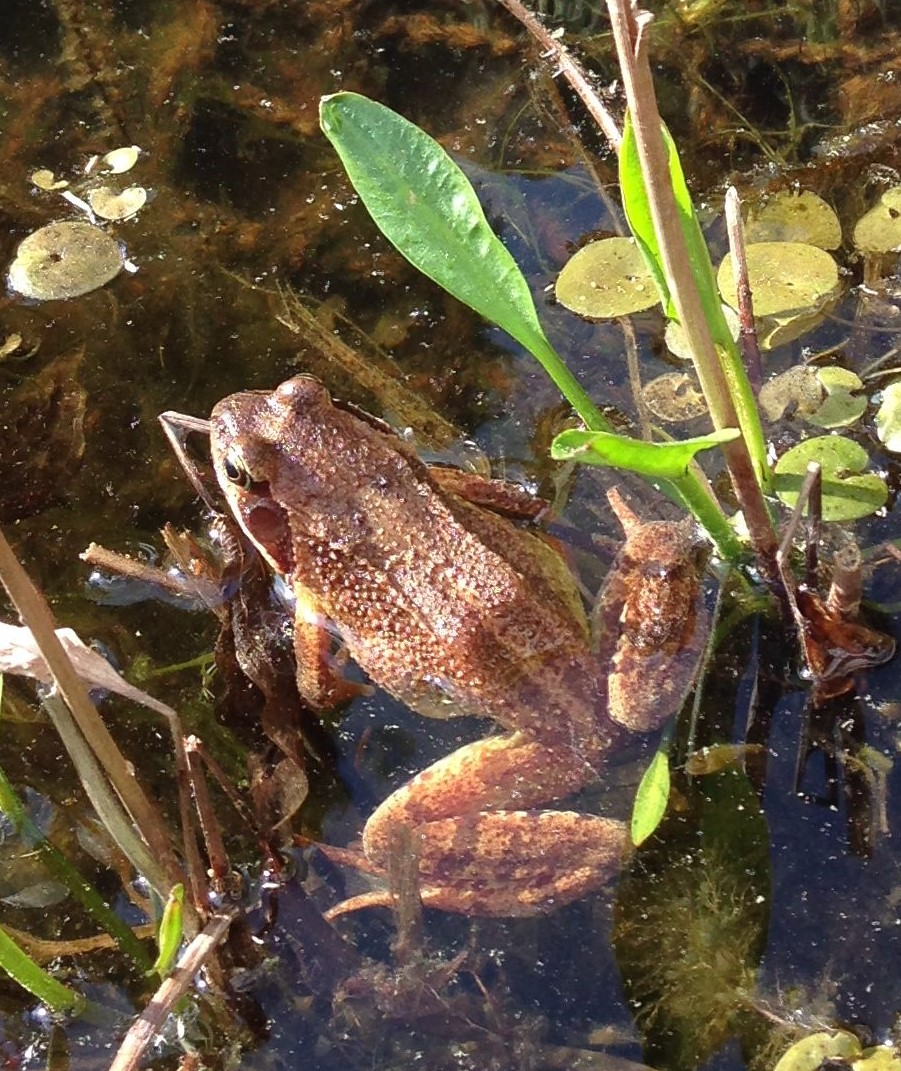
Grasfrosch (Rana temporaria)
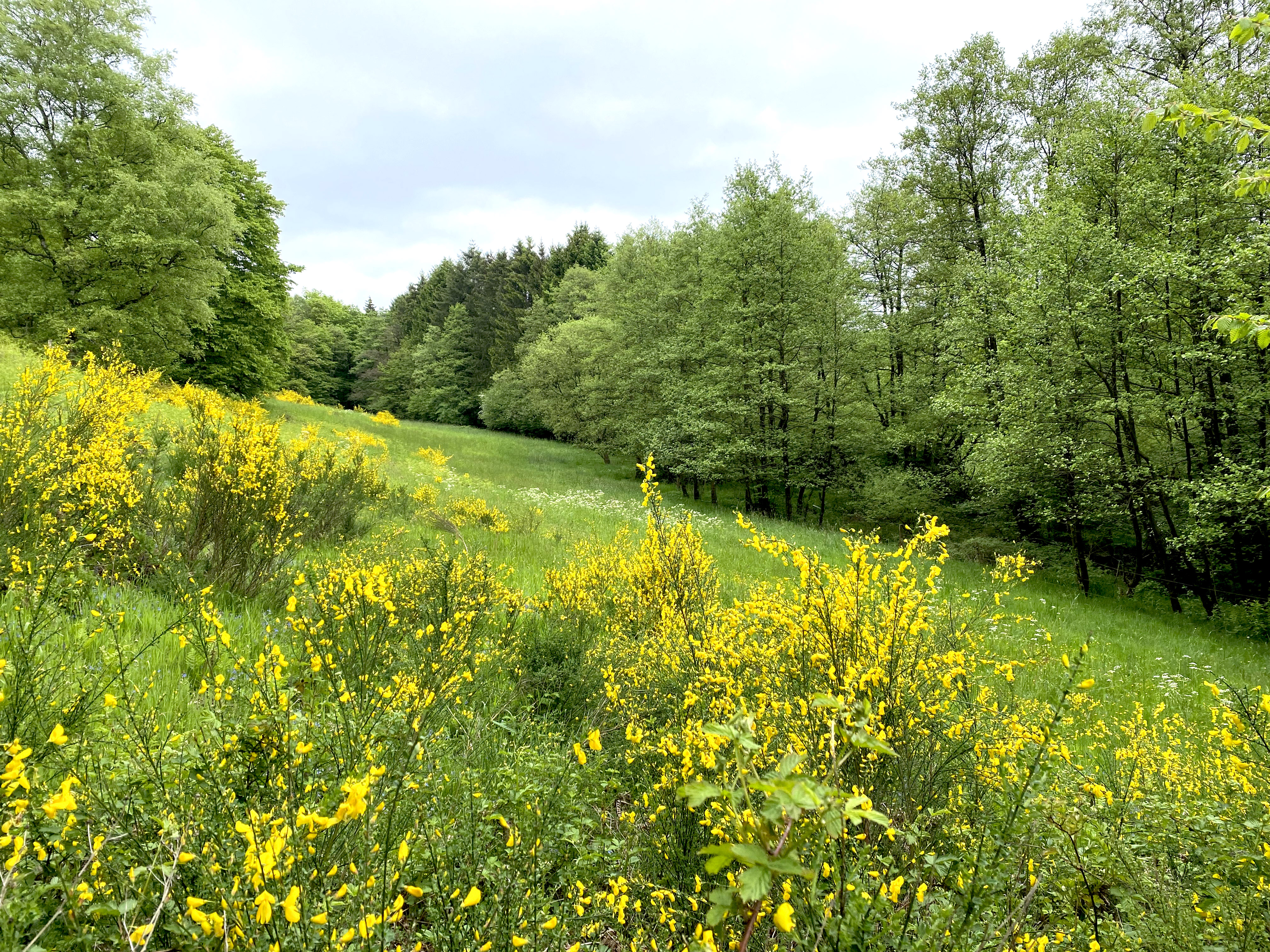
Brachgefallenes Grünland mit Besenginster
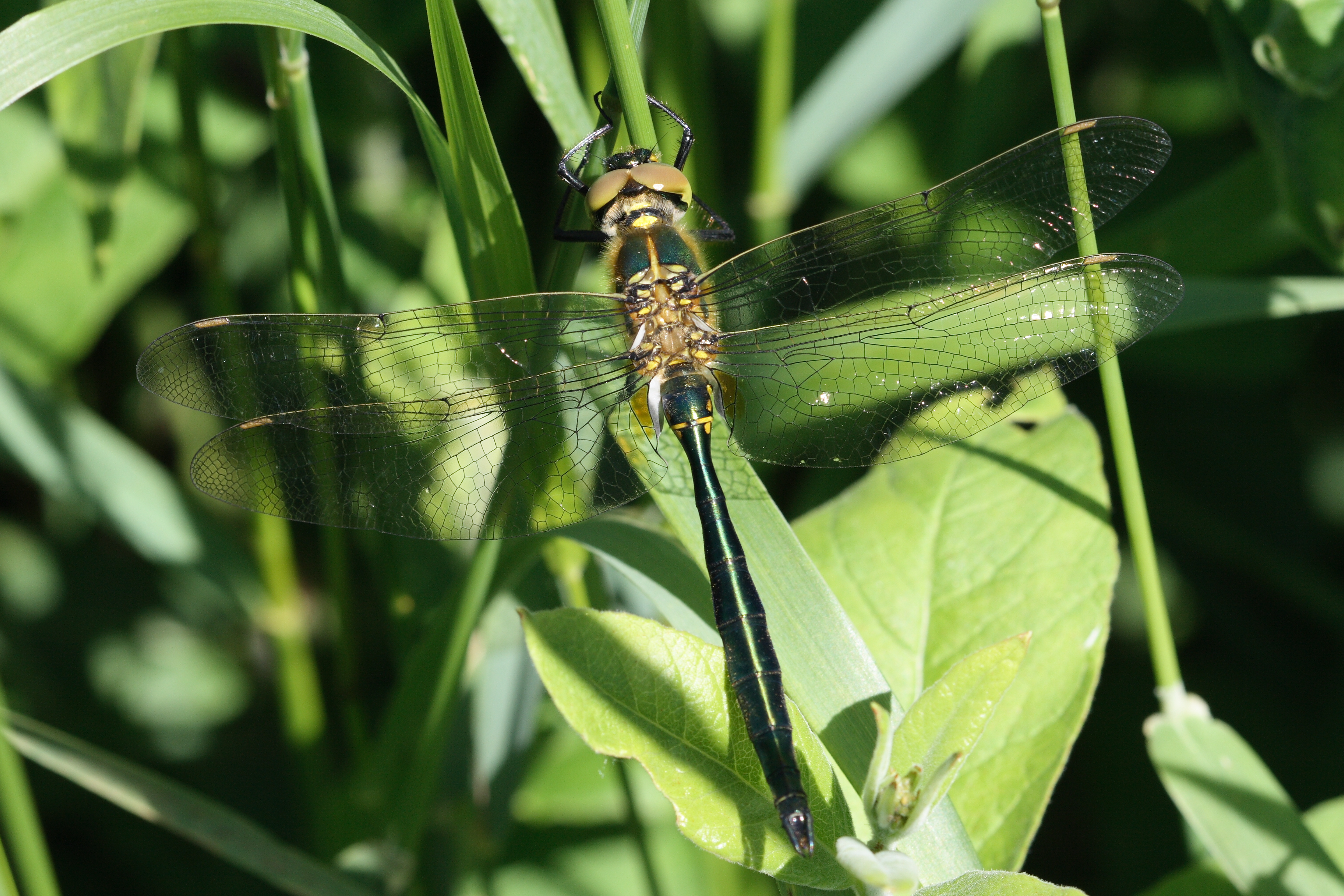
Glänzende Smaragdlibelle (Somatochlora metallica)
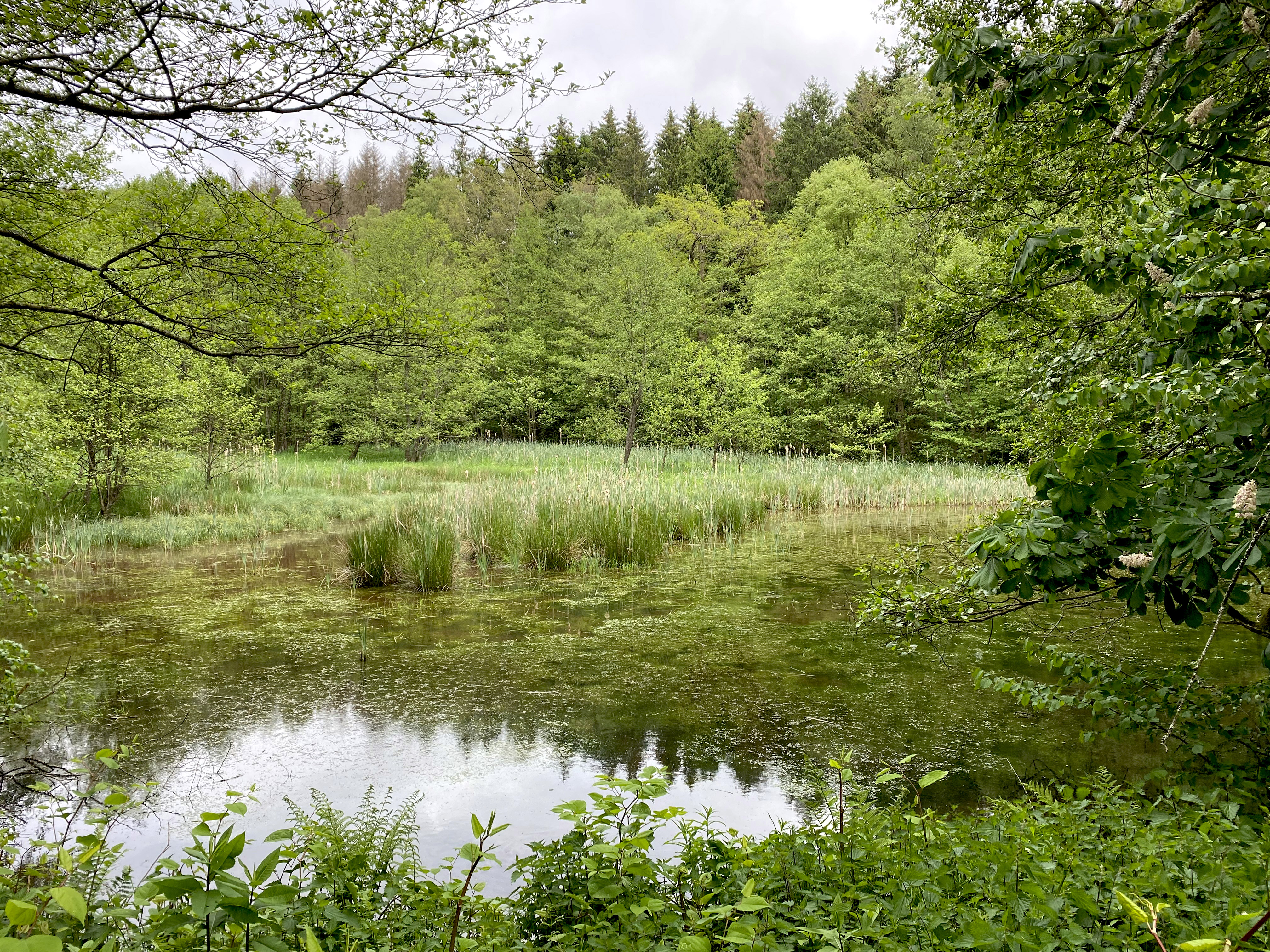
ehem. Hammerteich im Mittellauf der Brambecke
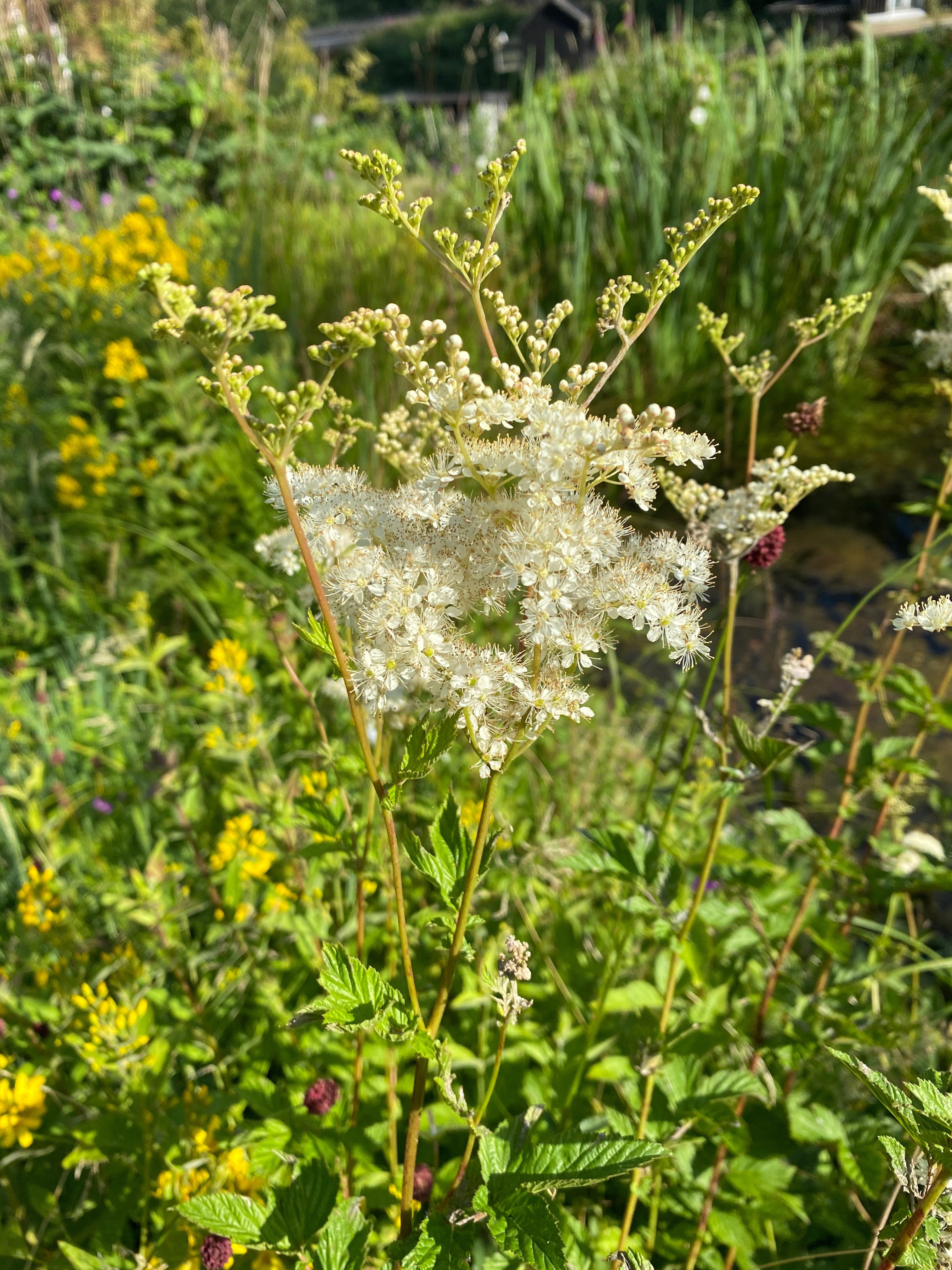
Mädesüß (Filipendula ulmaria)
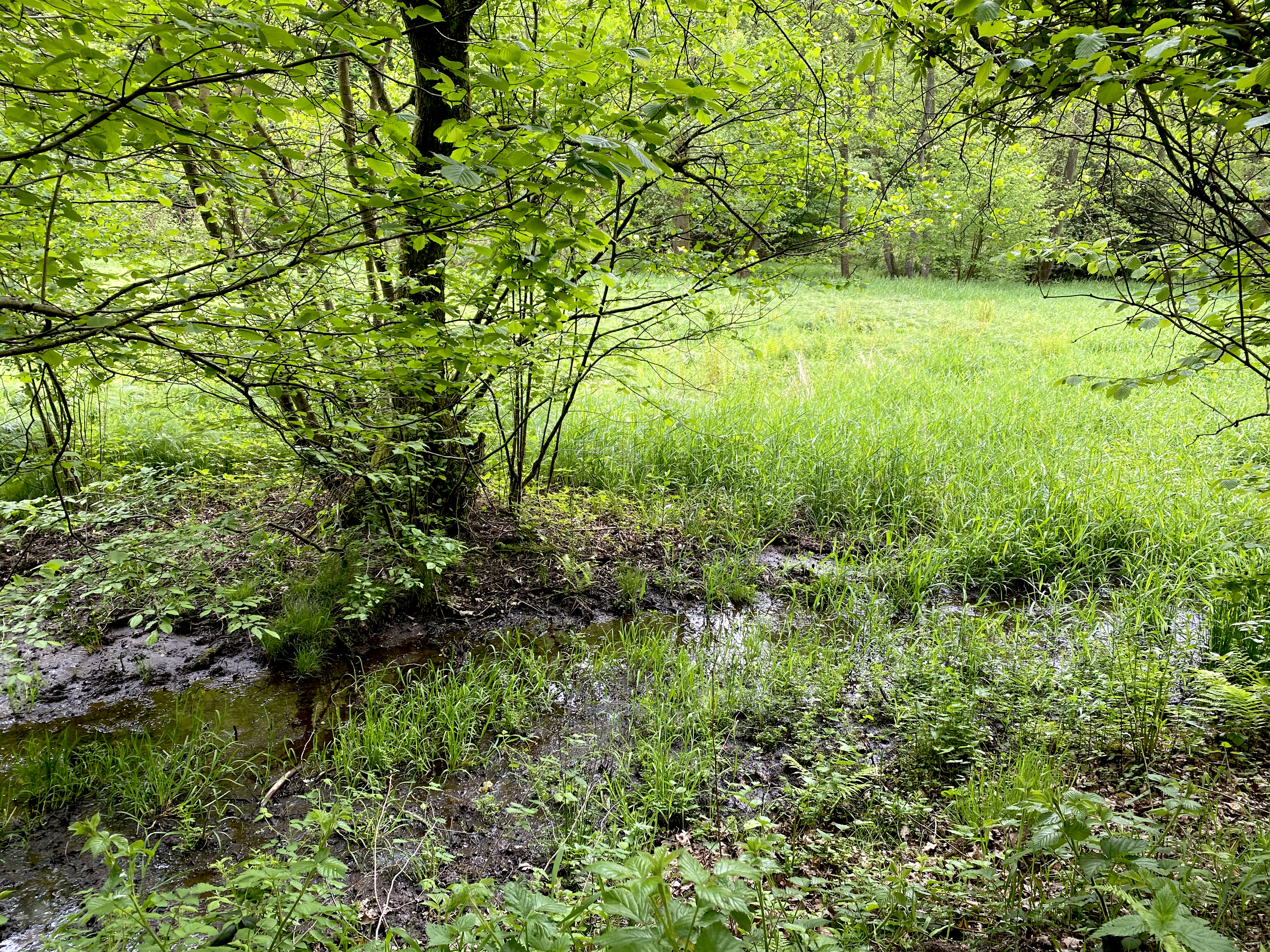
Nasswiese im NSG Brambecke
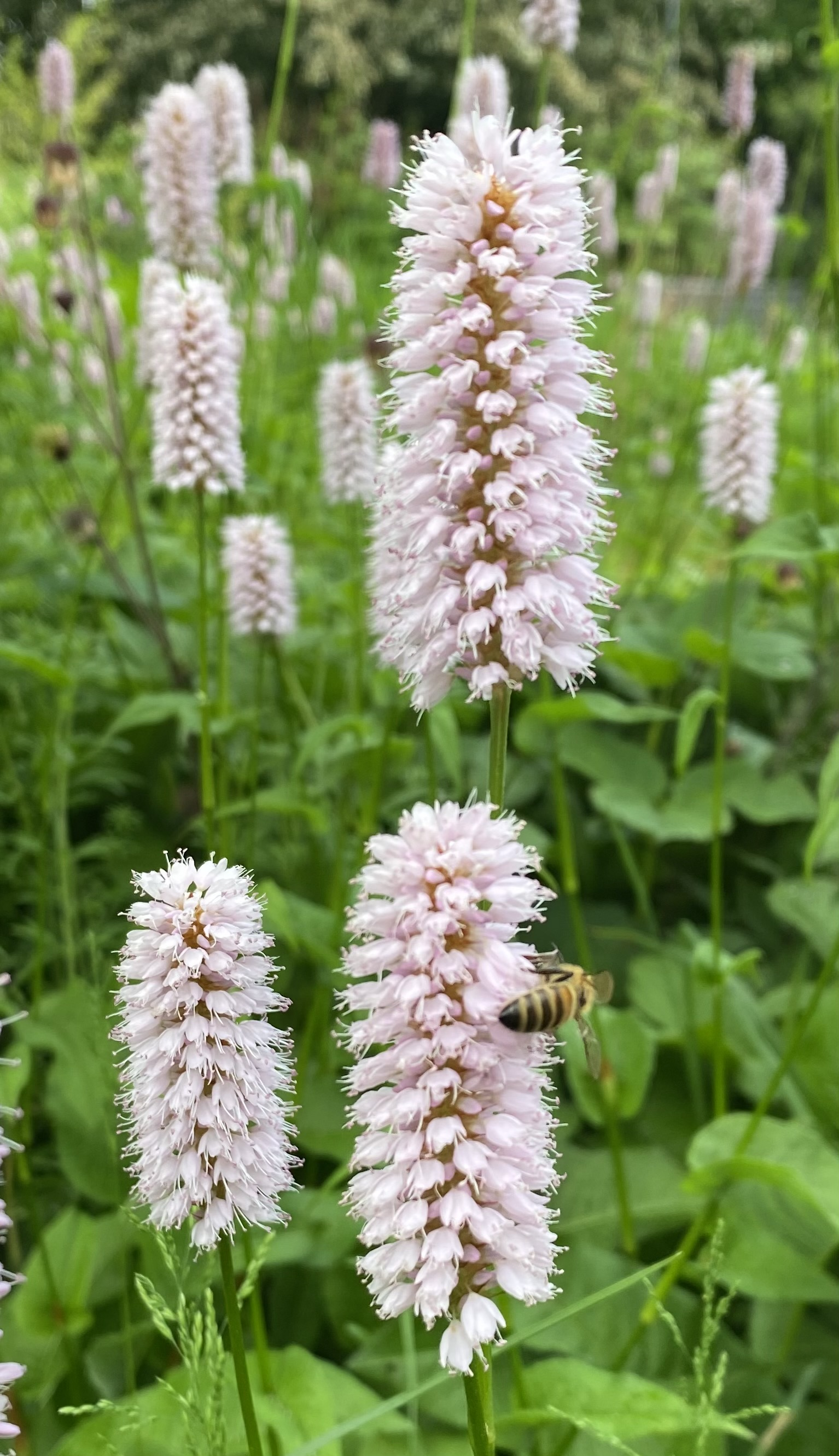
Schlangen-Knöterich (Bistorta officinalis)
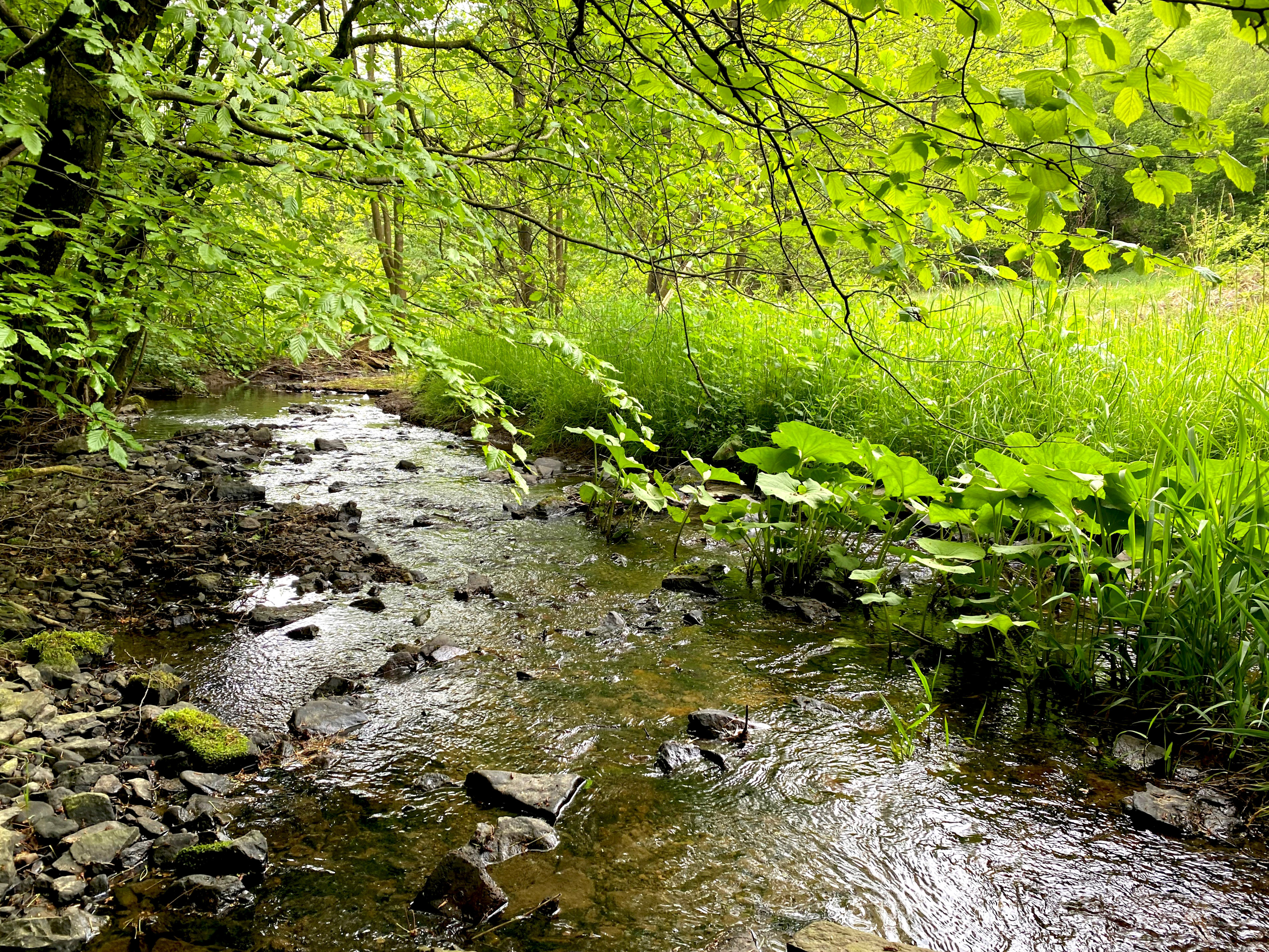
Pestwurzbestand in der Brambecke
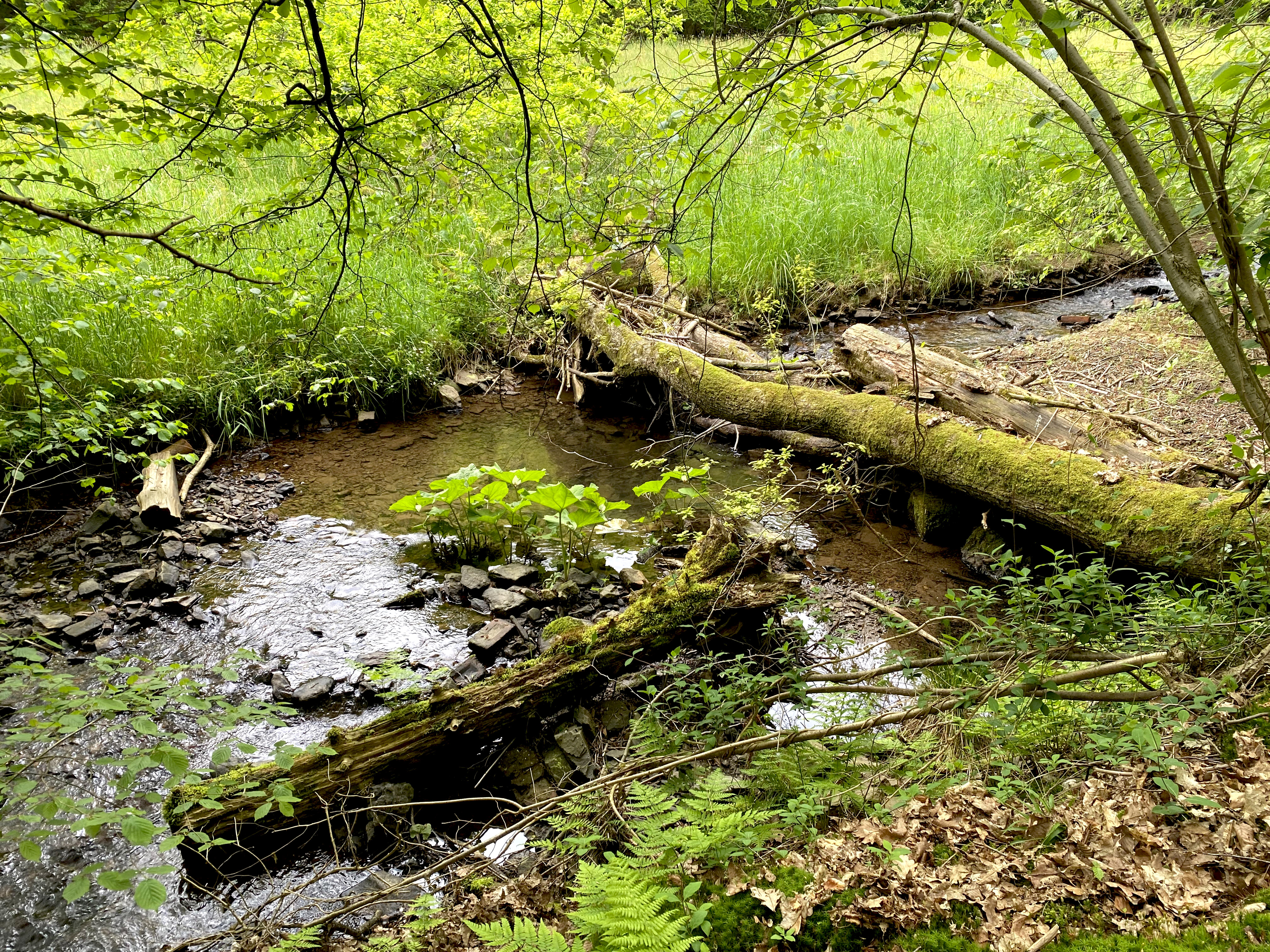
Totholz in und an der Brambecke
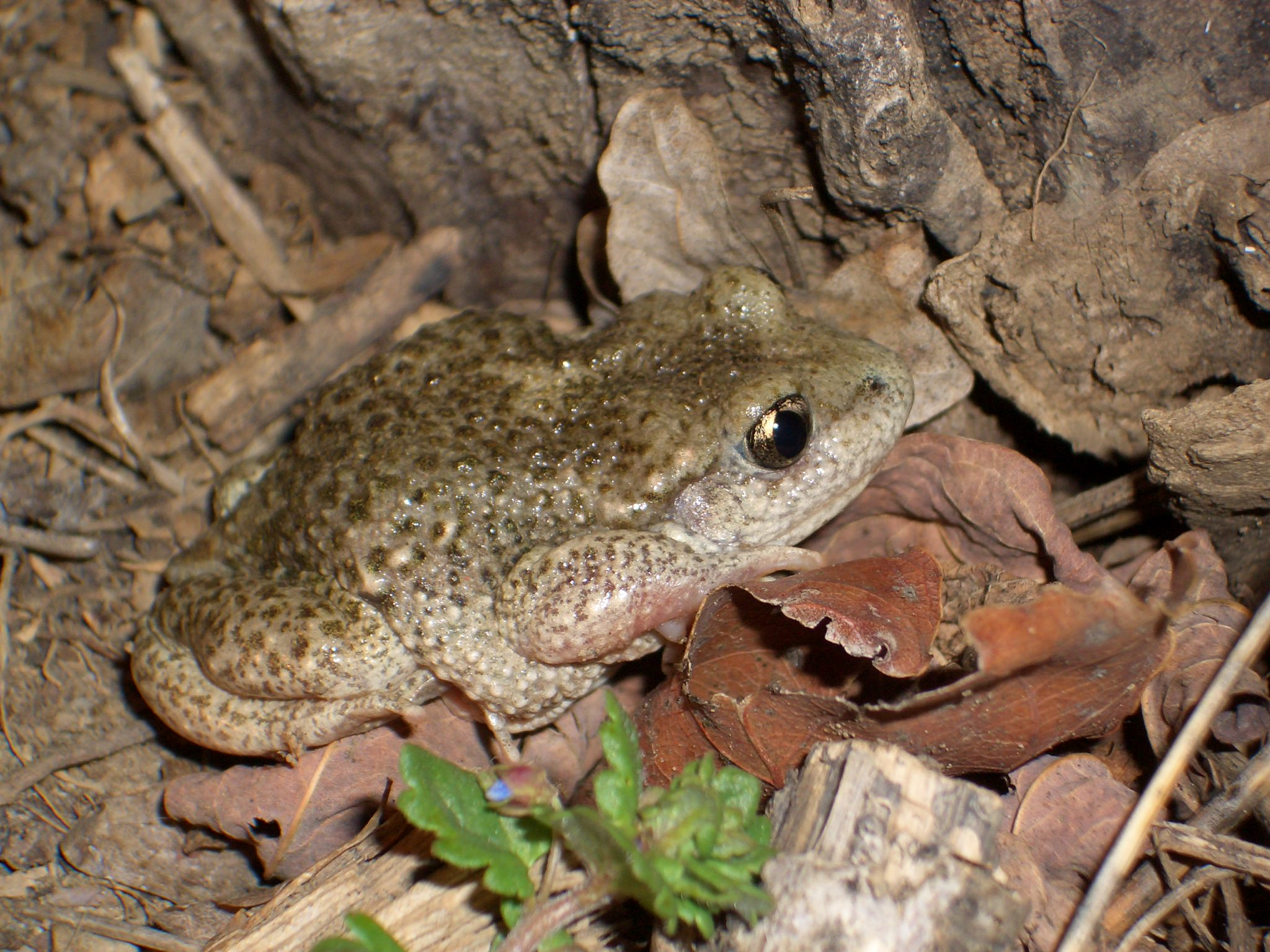
Geburtshelferkröte (Alytes obstetricans)
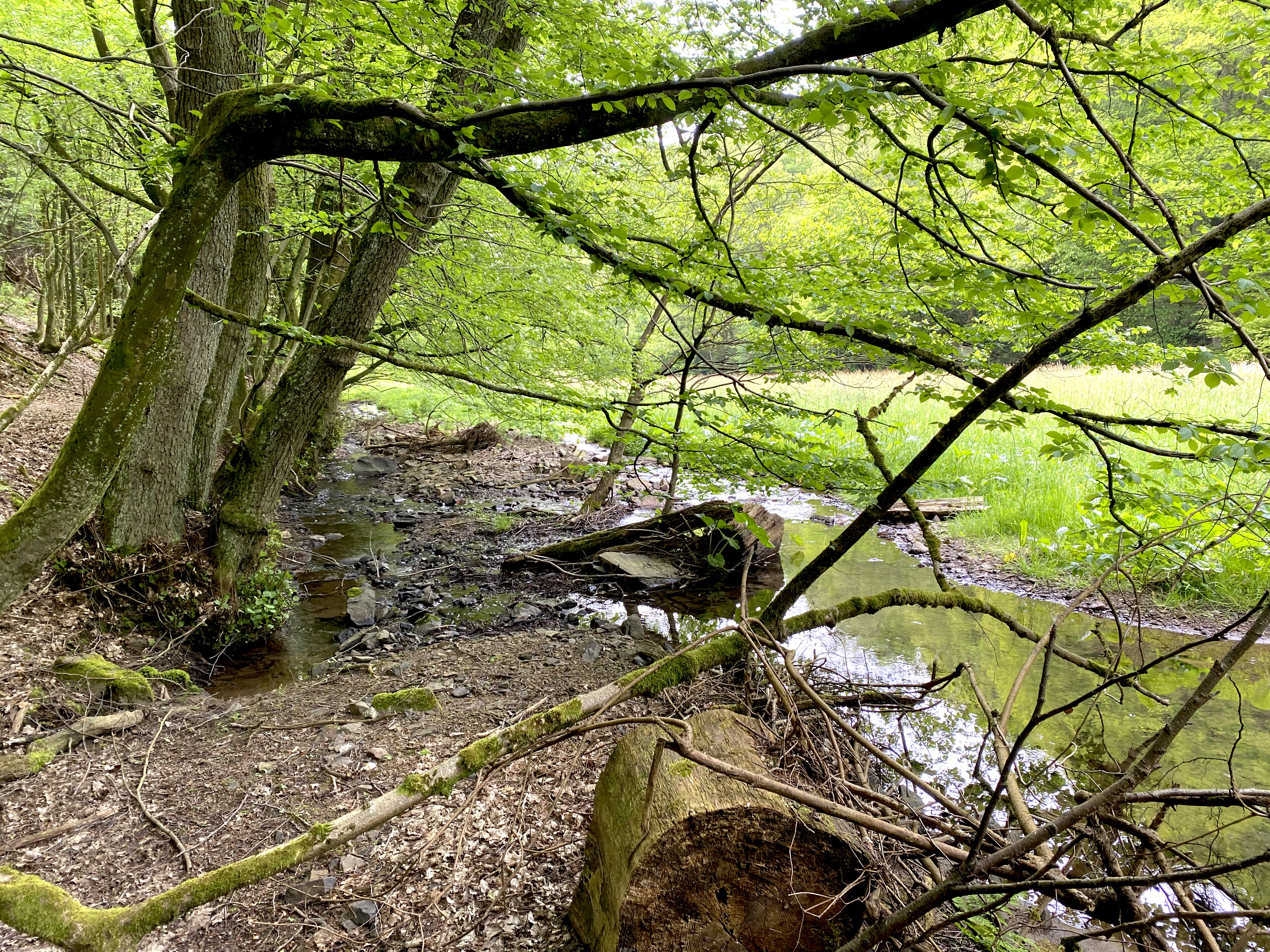
Unterlauf der Brambecke
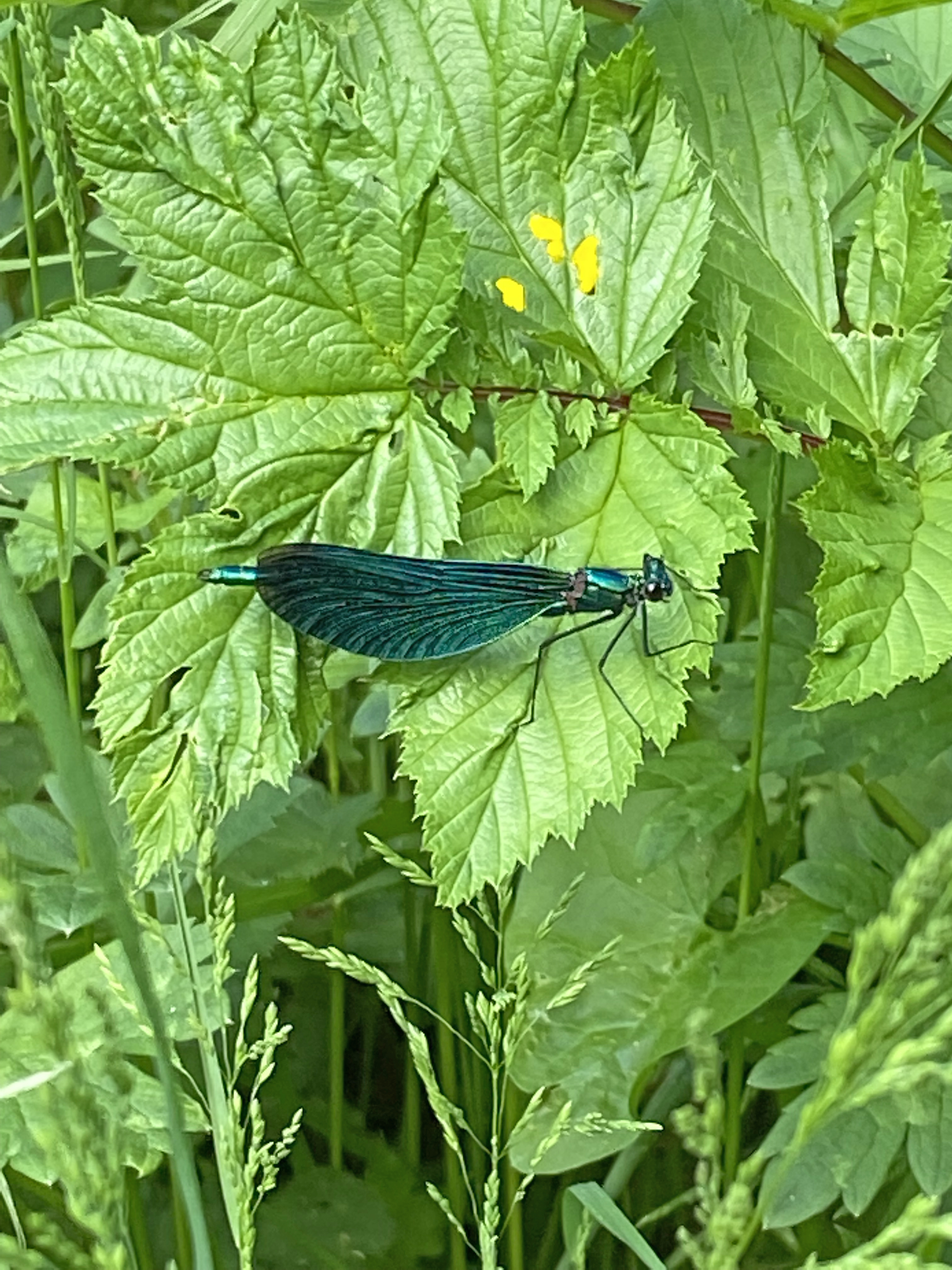
Blauflügel-Prachtlibelle (Calopteryx virgo)
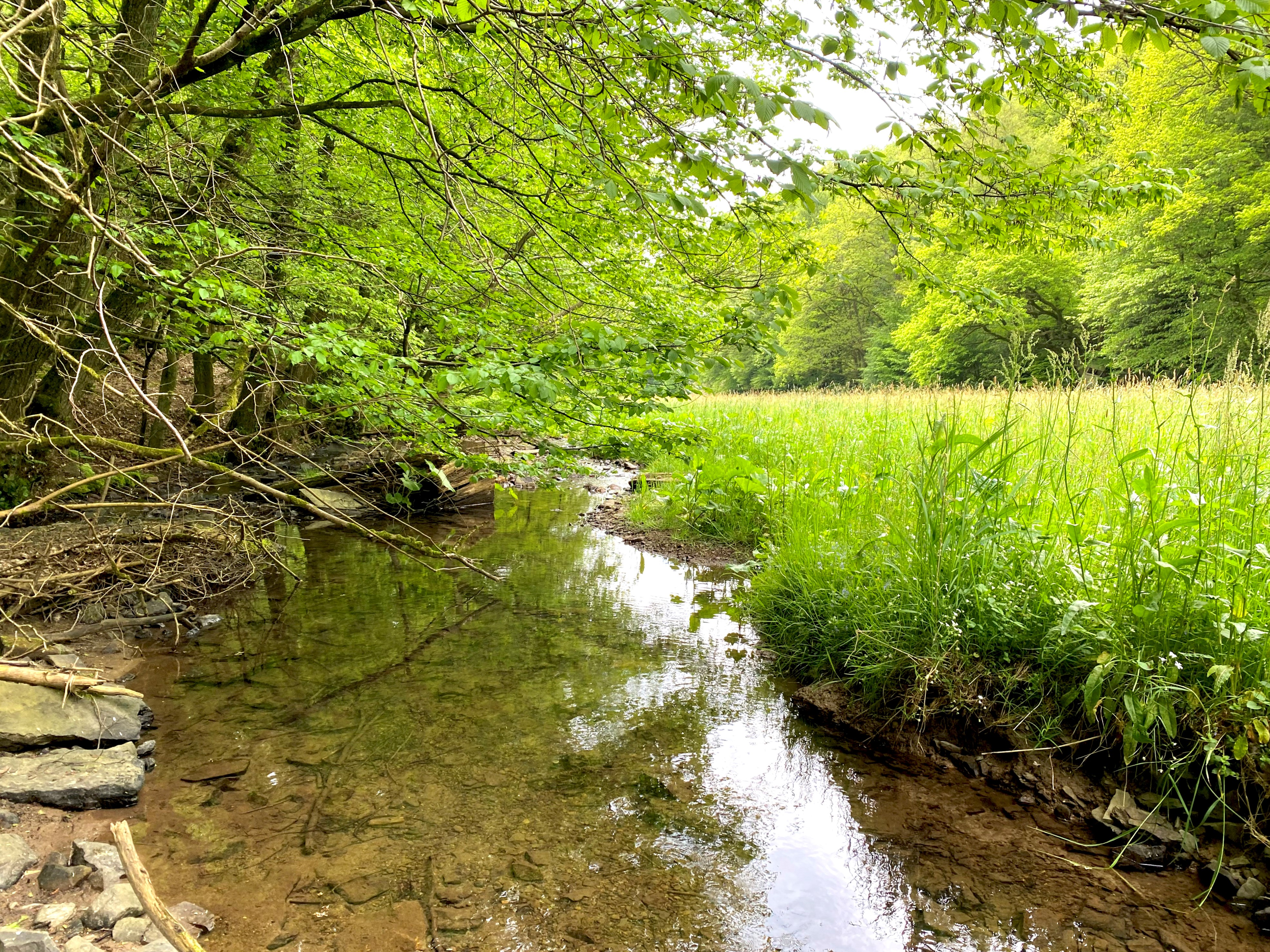
Unterlauf der Brambecke
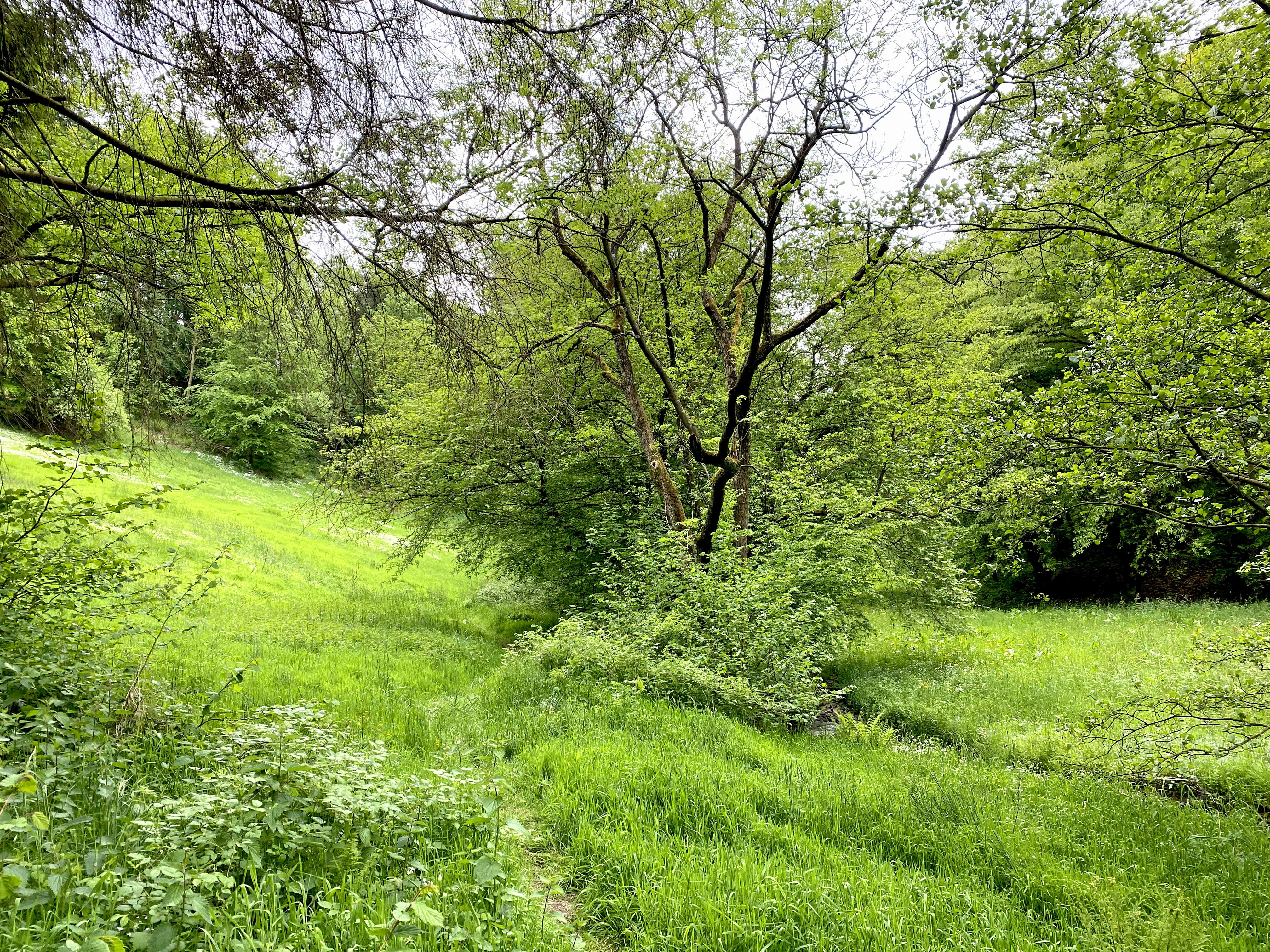
Abwechslungsreiches Landschaftsmosaik im Tal der Brambecke